# Ezio Bertuzzo
Ezio Bertuzzo (Settimo Torinese, 23 de julio de 1952-Turín, 23 de febrero de 2014) fue un jugador de fútbol italiano que jugaba en la demarcación de delantero.

## Biografía
Ezio Bertuzzo hizo su debut como futbolista en 1969 con el Torino FC tras subir de las filas inferiores del club. Tras jugar en el AS Canelli y en el AC Asti fue fichado por el Brescia Calcio, con el que metió 25 goles en 80 partidos. También jugó para el Bologna FC 1909 y para el Atalanta BC. Tras jugar un año en el AC Cesena volvió de nuevo para jugar en el Atalanta BC, ganando el último año en el que jugó en el club la Lega Pro Prima Divisione. También jugó para el AC Asti, FC Crotone, Pinerolo FC y para el ASD Saviglianese Calcio, último club en el que jugó como futbolista, retirándose en 1987 como futbolista a los 35 años de edad.
Falleció el 23 de febrero de 2014 en Turín a los 61 años de edad tras sufrir una enfermedad incurable.

## Clubes
| Club                    | País   | Año       | Partidos | Goles |
| ----------------------- | ------ | --------- | -------- | ----- |
| Torino FC               | Italia | 1969-1970 | 0        | 0     |
| AS Canelli              | Italia | 1970-1971 | 31       | 6     |
| AC Asti                 | Italia | 1971-1972 | 29       | 10    |
| Brescia Calcio          | Italia | 1972-1975 | 80       | 25    |
| Bologna FC 1909         | Italia | 1975-1976 | 15       | 1     |
| Atalanta BC             | Italia | 1976-1977 | 40       | 13    |
| AC Cesena               | Italia | 1977-1978 | 6        | 0     |
| Atalanta BC             | Italia | 1978-1982 | 91       | 14    |
| AC Asti                 | Italia | 1982-1983 | 29       | 4     |
| FC Crotone              | Italia | 1983-1984 | 29       | 6     |
| Pinerolo FC             | Italia | 1984-1985 | 26       | 8     |
| ASD Saviglianese Calcio | Italia | 1985-1987 | 27       | 4     |

## Palmarés

### Campeonatos nacionales
| Título                   | Club        | País   | Año  |
| ------------------------ | ----------- | ------ | ---- |
| Lega Pro Prima Divisione | Atalanta BC | Italia | 1982 |